# Phạm Thanh Ngân
Phạm Thanh Ngân (sinh năm 1939) là một tướng lĩnh cấp cao của Quân đội nhân dân Việt Nam, quân hàm Thượng tướng. Ông từng là một phi công nổi tiếng với thành tích bắn hạ 8 máy bay Mỹ trong những cuộc không chiến trong Kháng chiến chống Mỹ và được phong tặng danh hiệu Anh hùng lực lượng vũ trang nhân dân năm 1969, nguyên Tư lệnh Quân chủng Không quân nhân dân Việt Nam (1989-1996). Ông từng giữ chức vụ Ủy viên Bộ Chính trị khóa VIII, Chủ nhiệm Tổng cục Chính trị Quân đội nhân dân Việt Nam từ năm 1997 đến năm 2001.

## Thân thế
Ông sinh ngày 18 tháng 4 năm 1939 tại xã Lương Phú, huyện Phú Bình, tỉnh Thái Nguyên. Tuy nhiên, quê gốc của ông là ở huyện Tiên Lữ, Hưng Yên.
Tháng 6 năm 1957, ông tham gia hoạt động Đoàn Thanh niên tại địa phương. Ngày 21 tháng 3 năm 1959, ông nhập ngũ, trở thành chiến sĩ trinh sát rồi Tiểu đội trưởng Đại đội 1 Tiểu đoàn 1 Lữ đoàn 374, Sư đoàn 351 Pháo binh.

## Trở thành phi công
• Trong một đợt kiểm tra thể lực tuyển phi công, ông trúng tuyển và được cử đi huấn luyện tại Trường Dự khóa bay thuộc Cục Không quân, ở sân bay Cát Bi (Hải Phòng) vào tháng 4 năm 1961.
• Tháng 10 năm 1961, ông được cử sang Liên Xô học lái máy bay MiG-17. Tại đây, ông đã được kết nạp vào Đảng Cộng sản Việt Nam ngày 8 tháng 12 năm 1963 và chuyển chính thức ngày 8 tháng 9 năm 1964. Tháng 10 năm 1964, ông trở về nước và trở thành sĩ quan lái máy bay MiG-17 tại Trung đoàn 921 Không quân.
• Tháng 8 năm 1965, ông được cử đi học chuyển loại lái máy bay MiG-21 tại Liên Xô. Tháng 6 năm 1966, ông về nước và lần lượt giữ chức vụ Trung đội trưởng, Đại đội phó, Đại đội trưởng lái máy bay MiG-21 tại Đoàn không quân Sao Đỏ. Từ đây, ông bắt đầu trực tiếp tham gia chiến đấu.

## Thành tích trong chiến đấu
Trong thời gian từ 1966 đến 1968, ông đã cùng đồng đội tham gia chiến đấu và trực tiếp bắn rơi 8 máy bay của Không quân Hoa Kỳ và chỉ huy đơn vị bắn rơi 8 máy bay khác. Một số trận không chiến xuất sắc của ông được ghi nhận lại như sau:
- Ngày 4 tháng 5 năm 1967, bắn rơi một chiếc F-105 "Thần sấm" trên vùng trời Tam Đảo, Vĩnh Phúc trên chiếc MiG-21 số hiệu 4324;
- Ngày 29 tháng 7 năm 1967, bắn rơi một chiếc F-4 "Con ma" cùng biên đội Nguyễn Ngọc Độ[3];
- Ngày 16 tháng 9 năm 1967, bắn rơi một chiếc F-101 (số hiệu 56-0181, thuộc Phi đoàn Trinh sát Chiến thuật 20, phi công Patterson)[3];
- Ngày 18 tháng 11 năm 1967, bắn rơi một chiếc F-105 "Thần sấm" trên vùng trời Phú Thọ, trên chiếc MiG-21 số hiệu 4324.

Ông đã được Chủ tịch Hồ Chí Minh tặng 8 huy hiệu Bác Hồ vì những chiến công này. Tháng 7 năm 1968, ông được đi dự Đại hội Chiến sĩ thi đua tiêu biểu hai miền Nam Bắc. Cùng tháng 12 năm 1968, ông được Chủ tịch Hồ Chí Minh tặng một chiếc đồng hồ vì thành tích bắn rơi nhiều máy bay Mỹ. Ông được tuyên dương Anh hùng Lực lượng Vũ trang Nhân dân ngày 18 tháng 6 năm 1969 khi đang là Đại úy, Đại đội trưởng thuộc Trung đoàn Không quân 921.
Điều đặc biệt là hai trong số các máy bay MiG-21 mà ông từng điều khiển, mang số hiệu 4324 và 4326, đều là những chiếc máy bay có số lần bắn hạ đối phương cao nhất (4324 với 14 lần và 4326 với 13 lần), đồng thời cũng có số lượng phi công từng điều khiển đạt đẳng cấp phi công át chủ bài nhiều nhất, được phong anh hùng nhiều nhất và trở thành tướng lĩnh nhiều nhất.

## Trở thành chỉ huy
• Tháng 9 năm 1970, ông được cử sang Liên Xô theo học tại Học viện Không quân Gagarin, tháng 9 năm 1975, ông về nước và tham gia viết tài liệu tại Bộ Tham mưu Quân chủng Phòng không Không quân.
• Tháng 6 năm 1977, ông được giao làm Sư đoàn phó Sư đoàn Không quân 371, thuộc Quân chủng Không quân vừa được thành lập.
• Tháng 8 năm 1978, ông được cử đi học tại Trường Đảng cao cấp Nguyễn Ái Quốc Trung ương. Tháng 3 năm 1979, ông trở về làm Sư đoàn phó, sau đó thăng làm Sư đoàn trưởng Sư đoàn Không quân 371.
• Tháng 8 năm 1982, lần thứ 4 ông đến Liên Xô học tập tại Học viện Bộ Tổng tham mưu Voroshilov. Tháng 7 năm 1984, ông về nước và được giao giữ chức vụ Phó Tham mưu trưởng Quân chủng Không quân, đến tháng 2 năm 1985, được thăng chức Phó Tham mưu trưởng thứ nhất Quân chủng Không quân.
• Tháng 9 năm 1986, ông được thăng chức Phó Tư lệnh về Chính trị, Bí thư Đảng ủy Quân chủng kiêm Chủ nhiệm Chính trị Quân chủng Không quân.
• Tháng 10 năm 1987, ông thôi chức Chủ nhiệm Chính trị, nhưng vẫn là Phó Tư lệnh về Chính trị, Bí thư Đảng ủy Quân chủng. Tháng 6 năm 1988, ông được thăng quân hàm Thiếu tướng.
• Tháng 4 năm 1989, ông được bổ nhiệm giữ chức vụ Tư lệnh kiêm Bí thư Đảng ủy Quân chủng Không quân.
• Tháng 9 năm 1991, ông được bầu làm ủy viên Ban Chấp hành Trung ương Đảng Cộng sản Việt Nam khóa VII với cương vị Tư lệnh Quân chủng Không quân. Tháng 6 năm 1992, ông được thăng hàm Trung tướng.
• Tháng 1 năm 1996, ông được bầu lại làm ủy viên trung ương Đảng khóa VIII. Tháng 5 năm đó, ông được đề bạt chức vụ Phó Chủ nhiệm Tổng cục Chính trị.
• Tháng 7 năm 1997, ông được bầu làm Đại biểu Quốc hội khóa X.
• Tháng 12 năm 1997, ông được bầu vào Bộ Chính trị Ban Chấp hành Trung ương Đảng Cộng sản Việt Nam khóa VIII.
• Từ tháng 1 năm 1998, ông được phân công làm Chủ nhiệm Tổng cục Chính trị Quân đội nhân dân Việt Nam. Tháng 11 năm 1999, ông được thăng hàm Thượng tướng.
• Tháng 5 năm 2001, ông thôi chức vụ Chủ nhiệm Tổng cục Chính trị, được giao phụ trách Ban Tổng kết chiến lược về Quân sự và Quốc phòng trực thuộc Bộ Chính trị.
• Năm 2002, ông nghỉ hưu.

## Lịch sử thụ phong quân hàm
| Quân hàm |             |             |              |  |  |  |  |  |  |  |
| Cấp bậc  | Thiếu tướng | Trung tướng | Thượng tướng |  |  |  |  |  |  |  |
|          |             |             |              |  |  |  |  |  |  |  |